# Cientos
Impuesto de la corona de Castilla aparecido en 1629. En principio, los cientos constituyen una elevación porcentual del tipo teórico de las alcabalas. Se proponían por las cortes y sancionaban por el rey para cubrir determinados servicios. Al unirse fiscalmente con la alcabala, se acabaron perpetuando.
En febrero de 1629 se estableció el primer ciento, un uno por ciento de las ventas, para hacer frente al servicio de los 12 millones de aquel año.
Se concibió en un principio como impuesto universal que abarcaba toda clase de productos, incluidos los exentos de alcabala, exceptuando solo al pan cocido (de especial protección). También debería aplicarse en las ferias exentas de alcabala. En cuanto a su extensión territorial, debería abarcar toda la corona, incluyendo tanto el realengo como el señorío. Por tal universalidad, pretendía recaudar un millón y medio de ducados anuales, lo que suponía la mitad de las alcabalas y tercias encabezadas (muy mermadas en su recaudación práctica).
Las protestas suscitadas provocaron negociaciones que rebajaron enormemente la potencia fiscal de esta figura, que como todas las reformas de la Hacienda del Antiguo Régimen, no podían ser más que expedientes provisionales que no pueden cumplir los objetivos propuestos sin reformas estructurales incompatibles con los apoyos sociales de las monarquías autoritarias, como lo era la Monarquía Hispánica.
En 1642 se estableció un segundo ciento de los vendible, sumado a otro dos por ciento de lo arrendable, en el intento de conseguir un servicio de dos millones, que también acabó por convertirse en un elemento más de fiscalidad de la corona. Un tercer ciento se concedió en 1656 para recaudar el servicio de los tres millones de ducados, y corrió la misma suerte. La definitiva configuración de este impuesto llegó en 1664, con el cuarto ciento, último de ellos, destinado al pago de intereses y amortización de juros, con lo que quedaba claro su carácter permanente.